# Tine s'Jacob-des Bouvrie

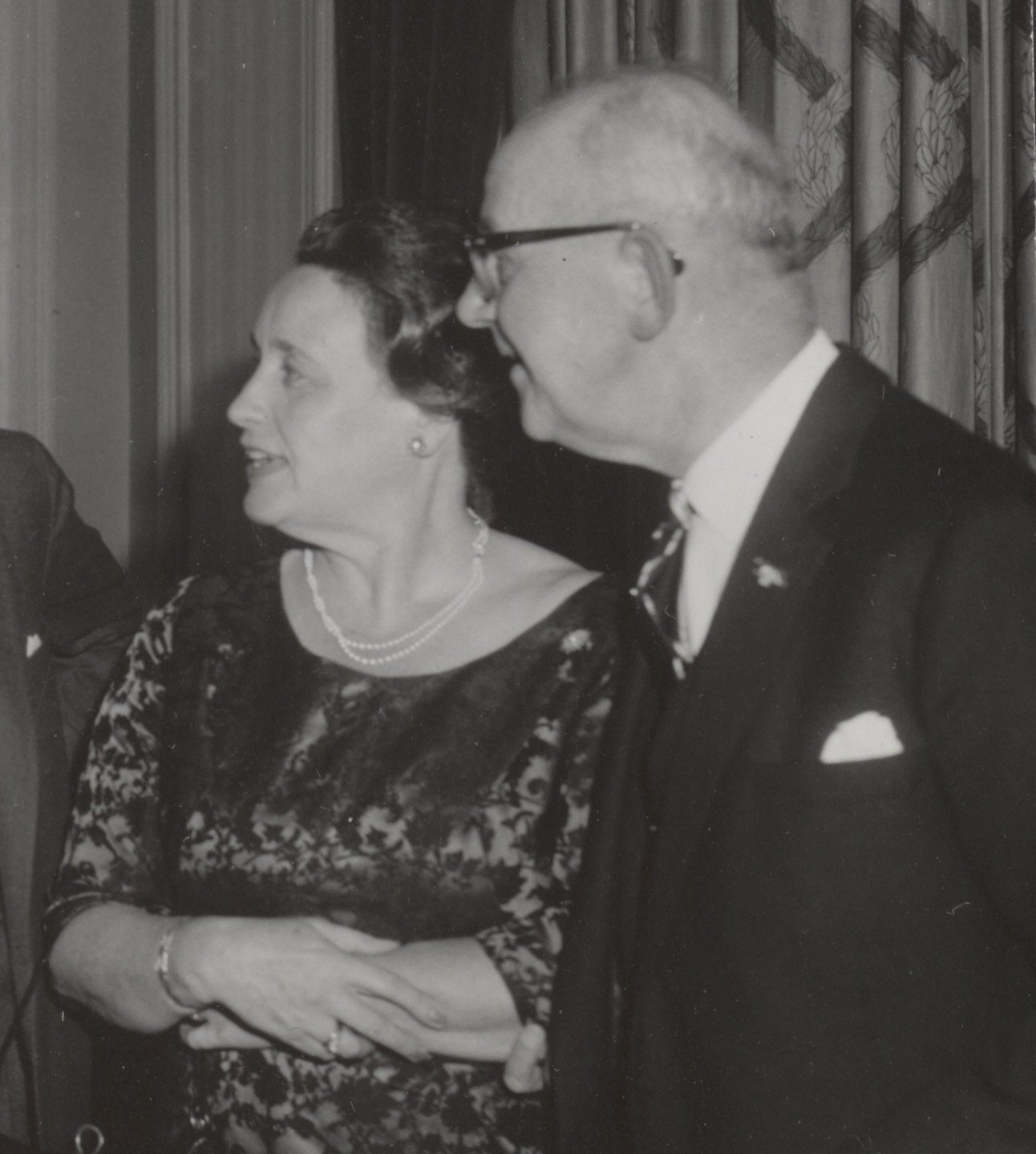
C.M. s'Jacob-des Bouvrie (links) bij bijeenkomst Nederlands Genootschap van Burgemeesters (1965)

Christina Maria (Tine) s'Jacob-des Bouvrie (Amsterdam, 10 juli 1910 – 23 februari 2008)  was een Nederlands politicus van de VVD.
Ze werd geboren als dochter van Willem Johannes des Bouvrie (1881-1948) en Metha Hendrika de Rooy (1884-1967). Na het gymnasium ging ze rechten studeren aan de Universiteit van Amsterdam waar ze in 1935 is afgestudeerd. In 1937 trouwde ze met Frederik Bernard s'Jacob, lid van de familie s'Jacob, waarna ze in Wassenaar gingen wonen en drie kinderen kregen. In 1945, kort na de Tweede Wereldoorlog, ging ze in Rotterdam werken bij het Regeringsdirectoraat voor Motorvoertuigen (RDM) dat ging over het toewijzen van de schaarse auto's na de Tweede Wereldoorlog. Het RDM werd in februari 1946 opgeheven. Na een conflict in 1947 over de melksanering in Wassenaar werd in die plaats een afdeling van de Nederlandse Vereniging van Huisvrouwen opgericht waarvan zij de voorzitter werd en daarnaast werd ze plaatsvervangend lid bij het bedrijfschap voor de zuivel. In 1958 kwam ze voor de VVD in de gemeenteraad van Wassenaar en daar werd ze meteen wethouder wat ze tot begin 1963 zou blijven waarna ze als gemeenteraadslid aanbleef. In die periode was haar man directeur van de Handels en Transportmaatschappij 'De Vulkaan'. In oktober 1964 werd ze benoemd tot burgemeester van Leersum en daarmee de tweede vrouwelijke burgemeester van Nederland. De eerste was Truus Smulders-Beliën die in 1946 haar overleden echtgenote opvolgde. Eigenlijk had s'Jacob-des Bouvrie al maanden eerder daar benoemd kunnen worden maar omdat de PvdA ook een vrouwelijke burgemeester wilde, werd ze op 16 oktober tegelijk met Mieke van der Wall-Duyvendak benoemd tot burgemeester. Midden 1975 ging s'Jacob-des Bouvrie daar met pensioen en begin 2008 overleed ze op 97-jarige leeftijd.
s'Jacob was Ridder in de Orde van de Nederlandse Leeuw.